# حکم (فیلم ۱۹۸۲)
حکم (انگلیسی: The Verdict) یک فیلم درام حقوقی آمریکایی به کارگردانی سیدنی لومت و نویسندگی دیوید ممت است که در سال ۱۹۸۲ منتشر شد. فیلم اقتباسی از رمانی به همین نام اثر بری رید (به انگلیسی: Barry Reed) در سال ۱۹۸۰ است.

## داستان
داستان فیلم در مورد یک وکیل الکلی و بدشانس بنام فرانک گالوین است که برای نجات خود از شرایط زندگی و بهبود کاری اش، پرونده ای قطور در رابطه با یک تخلف و قصور پزشکی در یکی از بیمارستانهای وابسته به کلیسای کاتولیک در شهر بوستون ایالت ماساچوست را قبول میکند. گالوین پس از رد پیشنهاد مصالحه بیمارستان و عدم دریافت چک غرامت دویست هزار دلاری، گالوین پرونده را به دادگاه برده و در دادگاه خود را در برابر تیمی بسیار قدرتمند از وکلای بیمارستان و کلیسا میبند که تقریباً شانسی برای برنده شدنش وجود ندارد.

## گیشه و جوایز
اکران فیلم موجی از تحسین منتقدان و موفقیت در گیشه را به همراه داشت. فیلم نامزد پنج جایزه اسکار از جمله اسکار بهترین فیلم، اسکار بهترین کارگردانی (سیدنی لومت)، اسکار بهترین بازیگر نقش اول مرد (پل نیومن)، اسکار بهترین بازیگر مرد نقش مکمل (جیمز میسون) و اسکار بهترین فیلمنامه اقتباسی (دیوید مامت) شد.

## بازیگران
- پل نیومن در نقش فرانک گالوین
- شارلوت رمپلینگ در نقش لارا فیشر
- جک واردن در نقش میکی موریسی
- جیمز میسون در نقش اد کونکانون
- مایلو اوشی در نقش قاضی هویل
- لیندسی کروس در نقش کاتلین کاستلو پرایس
- ادوارد بینز در نقش بیشاپ بروفی
- جولی بوواسو در نقش مائورین رونی
- رکسان هارت در نقش سالی دانگی
- جیمز هندی در نقش کوین دانگی
- ویسلی دیود در نقش دکتر تولر
- جو سنکا در نقش دکتر تامپسون
- لوئیس جی. استدلن در نقش دکتر گروبر
- کنت برودهارست در نقش جوزف آلیتو
- کالین استینتون در نقش بیلی
- توبین بل در نقش ناظر دادگاه (بی اهمیت)
- بروس ویلیس در نقش ناظر دادگاه (بی اهمیت)